# Sabina Cojocar
Sabina Carolina Cojocar (Nagyszeben, 1985. október 23. –) világ- és többszörös junior Európa-bajnok román tornász. 2001 óta az ő nevét viseli egy talajgyakorlat-elem a Nemzetközi Torna Szövetség pontozási rendszerében.

## Életpályája
Még négy éves sem volt, amikor tornázni kezdett a CSS Sibiu sportklubban, ahol edzői Nicolae Buzoianu, Sandu Lucian, Nicoleta Zaharie és Luca Bugner voltak. Tizenhárom évesen kerül be a junior válogatottba Onești-re, ahol Elena és Adrian Boboc, Nicoleta Zaharie illetve Valer Puia edzette. Egy évvel később lett a felnőtt válogatott tagja Déván, itt Octavian Bellu, Mariana Bitang, Sandu Lucian, Adrian Boboc irányítása alatt edzett.

### Juniorként
Első nemzetközi megmérettetésén a Párizsban 2000-ben megrendezett junior Európa-bajnokságon a csapattal ezüstérmes volt, egyéniben ugrásban, gerendán és egyéni összetettben aranyérmes, illetve talajon ezüstérmes.
Ugyanabban az évben a román-francia találkozón első helyezést ért el.

### Felnőttként

#### Országos eredmények
2001-ben a román nemzeti bajnokságon országos bajnoki címet szerzett egyéni összetettben, két ezüstérmet talajon, illetve ugrásban, továbbá egy bronzot gerendán.

#### Nemzetközi eredmények
2001-ben a holland-román találkozón hetedik helyezést ért el.
Ugyanazon évben a Romániai Nemzetközi Torna Turnén csupán huszonhatodik helyen végzett.
A 2001-es Gentben megrendezett világbajnokságon a csapattal aranyérmet sikerült szereznie, gerendán a negyedik, egyéni összetettben pedig a hatodik helyezést érte el. Az itt végrehajtott gyakorlatában található meg a róla elnevezett, a Nemzetközi Torna Szövetség pontozási rendszerében szereplő talajgyakorlat-elem. A következő évben Debrecenben ötödik helyen végzett ugrásban.

### Visszavonulása után
A debreceni világbajnokság után egészségügyi okok miatt visszavonult a versenyzéstől. 
Befejezte egyetemi tanulmányait a Nagyszebeni Lucian Blaga Egyetem Sport és Testnevelés tanszékén, majd a vállalkozásmenedzsmentből szerzett diplomát az ugyancsak nagyszebeni Román-Német "ROGER" Egyetemen.
A CSS Sibiu sportklubban edzőként tevékenykedik és a zenei pályán is próbálkozott.

## Díjak, kitüntetések
2000-ben Nagyszeben városa díszpolgárává avatta.
2001-ben megkapja a Hűséges Szolgálat III. osztályú Nemzeti Keresztjét.
2004-ben a Sportolói Nemzeti Érdemrend II. osztályával tüntették ki.